# Blåkulla (musikgrupp)
Blåkulla var en svensk rockgrupp från Göteborg.
Blåkulla bildades 1971 under namnet Kendal. Influenserna var i början åt Deep Purple-hållet, men senare mer åt symfonisk rock, typ Yes och Genesis. Bandet splittrades nästan 1974, då basisten Steinar Arnason slutade, men efter en omformering släpptes LP:n Blåkulla (1975). Detta blev dock bandets enda skivsläpp. En av Blåkullas medlemmar var journalisten Hannes Råstam.